# Discipline (album của King Crimson)
Discipline là album phòng thu thứ tám của ban nhạc progressive rock người Anh King Crimson, phát hành năm 1981. Đây là album đầu tiên của King Crimson sau thời kỳ gián đoạn kéo dài 7 năm. Chỉ Robert Fripp và Bill Bruford sót lại trong số các thành viên thời kỳ Larks' Tongues In Aspic - Red. Hai thành viên mới là Adrian Belew (guitar, hát chính) và Tony Levin (guitar bass, Chapman Stick, hát nền) được thêm vào cho lần trở lại này. Album có những âm thanh new wave mới mẽ hơn dễ làm liên tưởng tới Talking Heads (với phong cách lời và hát của David Byrne), cũng như ban nhạc Material của Bill Laswell, ban nhạc jazz-funk-rock Prime Time của Ornette Coleman, và League of Gentlemen của chính Fripp.

## Tiếp nhận
| Đánh giá chuyên môn | Đánh giá chuyên môn |
| Nguồn đánh giá      | Nguồn đánh giá      |
| Nguồn               | Đánh giá            |
| ------------------- | ------------------- |
| Allmusic            | [ 1 ]               |
| Robert Christgau    | B                   |
| Rolling Stone       | [ 3 ]               |
| The Daily Vault     | A                   |

John Piccarella của Rolling Stone ca ngợi tài năng và sự nghệ thuật của bốn thành viên King Crimson, đặc biệt là Belew và Fripp, nhưng phê bình "nội dung nghệ thuật" của album. Robert Christgau cho rằng album "không tệ--the Heads gặp the League of Gentlemen".
Greg Prato của Allmusic tung hô mọi khía cạnh của album, đặc biệt khen ngợi sự kết hợp thành công bất ngờ giữa hai phong cách chơi guitar khác hẳn nhau của Fripp and Belew, cũng như cách phối hợp giữa progressive rock và new wave. Pitchfork Media xếp Discipline ở vị trí số 56 trên danh sách "Top 100 Albums of the 1980s".

## Danh sách bài hát
Tất cả bài hát được sáng tác bởi Adrian Belew, Bill Bruford, Robert Fripp và Tony Levin.
| Mặt hai | Mặt hai                                       | Mặt hai    |
| STT     | Nhan đề                                       | Thời lượng |
| ------- | --------------------------------------------- | ---------- |
| 1.      | "Elephant Talk"                               | 4:43       |
| 2.      | "Frame by Frame"                              | 5:09       |
| 3.      | "Matte Kudasai" (待ってください, Please Wait) | 3:47       |
| 4.      | "Indiscipline"                                | 4:33       |

| Mặt hai | Mặt hai                        | Mặt hai    |
| STT     | Nhan đề                        | Thời lượng |
| ------- | ------------------------------ | ---------- |
| 5.      | "Thela Hun Ginjeet"            | 6:26       |
| 6.      | "The Sheltering Sky" (nhạc cụ) | 8:22       |
| 7.      | "Discipline" (nhạc cụ)         | 5:13       |

| 2011 40th Anniversary Series re-issue bonus tracks | 2011 40th Anniversary Series re-issue bonus tracks | 2011 40th Anniversary Series re-issue bonus tracks |
| STT                                                | Nhan đề | Thời lượng                                         |
| -------------------------------------------------- | --- | -------------------------------------------------- |
| 8.                                                 | "Matte Kudasai" (待ってください, Please Wait) (alternative version) (30th Anniversary Remaster) | 3:50                                               |
| 9.                                                 | "A selection of Adrian's vocal loops" |                                                    |
| 10.                                                | "The Sheltering Sky" (Alternate mix - Steven Wilson) | 8:27                                               |
| 11.                                                | "Thela Hun Ginjeet" (Alternate mix - Steven Wilson) | 6:33                                               |
| 12.                                                | "The Terrifying Tale of Thela Hun Ginjeet - i) Robert Fripp: Venal Leader (later Heartless & Raging) Promotes (Warner Bros Office, NYC, 1981) - ii) Adrian Belew: Shaking Artist (Basing St. Studios May 1981) - iii) Thela Hun Ginjeet (Philadelphia, ngày 30 tháng 7 năm 1982)" | 8:04                                               |
| 13.                                                | "Elephant Talk" (12" Dance mix) | 5:03                                               |

| 2011 40th Anniversary Series re-issue bonus rough mix | 2011 40th Anniversary Series re-issue bonus rough mix | 2011 40th Anniversary Series re-issue bonus rough mix |
| STT                                                   | Nhan đề                                               | Thời lượng                                            |
| ----------------------------------------------------- | ----------------------------------------------------- | ----------------------------------------------------- |
| 1.                                                    | "Discipline" (instrumental)                           | 5:13                                                  |
| 2.                                                    | "Thela Hun Ginjeet"                                   | 6:26                                                  |
| 3.                                                    | "Matte Kudasai" (待ってください, Please Wait)         | 3:47                                                  |
| 4.                                                    | "Elephant Talk"                                       | 4:43                                                  |
| 5.                                                    | "The Sheltering Sky" (instrumental)                   | 8:22                                                  |
| 6.                                                    | "Frame by Frame"                                      | 5:09                                                  |
| 7.                                                    | "Indiscipline"                                        | 4:33                                                  |

| 2011 40th Anniversary Series re-issue video content (Selections from The Old Grey Whistle Test) | 2011 40th Anniversary Series re-issue video content (Selections from The Old Grey Whistle Test)   | 2011 40th Anniversary Series re-issue video content (Selections from The Old Grey Whistle Test) |
| STT                                                                                             | Nhan đề                                                                                           | Thời lượng                                                                                      |
| ----------------------------------------------------------------------------------------------- | ------------------------------------------------------------------------------------------------- | ----------------------------------------------------------------------------------------------- |
| 1.                                                                                              | "Elephant Talk" (recorded live at The Venue, October 1981)                                        |                                                                                                 |
| 2.                                                                                              | "Frame by Frame" (recorded at the BBC, ngày 15 tháng 3 năm 1982 (introduced by Annie Nightingale) |                                                                                                 |
| 3.                                                                                              | "Indiscipline" (recorded at the BBC, ngày 15 tháng 3 năm 1982)                                    |                                                                                                 |

## Thành phần tham gia
King Crimson
- Adrian Belew – guitar điện, hát chính (1-5)
- Robert Fripp – guitar điện, thiết bị (Frippertronics)
- Tony Levin – Chapman stick (1, 2, 4, 6, 7), hát nền (2, 5), bass (3, 5)
- Bill Bruford – trống (1-5, 7), bộ gõ (6, 7)

## Bảng xếp hạng
Album
| Năm  | Bảng xếp hạng        | Vị trí |
| ---- | -------------------- | ------ |
| 1981 | Billboard Pop Albums | 45     |